# Robert Douglas of Lochleven
Sir Robert Douglas of Lochleven (* 1515 in Kilmarnock, Ayrshire; † 10. September 1547 bei Musselburgh, Lothian) war ein schottischer Ritter.
Er entstammte einer Nebenlinie des Clan Douglas. Er war der einzige Sohn des Thomas Douglas aus dessen Ehe mit Elizabeth Boyd. Sein Vater war der älteste Sohn und Erbe des Sir Robert Douglas († nach 1500), Laird von Lochleven in Kinross-shire. Seine Mutter war eine Enkelin des 1. Lord Boyd. Am 20. Februar 1540 wurde er, als Erbe seines Vaters oder Großvaters, mit der feudalen Baronie Lochleven, einschließlich des Familiensitzes Lochleven Castle, belehnt.
Mit Ehevertrag vom 11. Juli 1527 war er mit Margaret Erskine, einer Tochter des John Erskine, 5. Lord Erskine, verheiratet worden. Mit ihr hatte er drei Söhne und drei Töchter:
- William Douglas, 6. Earl of Morton (1540–1606) ⚭ Lady Agnes Leslie, Tochter des George Leslie, 4. Earl of Rothes;
- Robert Douglas, iure uxoris 4. Earl of Buchan († 1580) ⚭ 1552 Christina Stewart, 4. Countess of Buchan;
- Sir George Douglas of Helenhill and Rungallie, ⚭ (1) Janet Lindsay, ⚭ (2) Margaret Durie;
- Euphemia Douglas ⚭ 1545 Patrick Lindsay, 6. Lord Lindsay;
- Janet Douglas ⚭ Sir James Colville, Eltern des 1. Lord Colville of Culross;
- Catherine Douglas ⚭ 1557 David Durie of that Ilk.

Seine Gattin wurde eine Mätresse König Jakobs V. (1512–1542) und petitionierte 1536 erfolglos bei Papst Paul III. um eine Scheidung von Douglas. Mit dem König hatte sie einen unehelichen Sohn, James Stewart, 1. Earl of Moray (1531–1570).
Als 1547 im Rahmen des sogenannten Rough Wooing eine englische Armee nach Schottland einfiel, schloss sich Douglas der Armee an, die James Hamilton, 2. Earl of Arran, zu dessen Bekämpfung aufstellte. Er fiel schließlich am 10. September 1547 in der Schlacht bei Pinkie Cleugh. Seine Ländereien erbte sein ältester Sohn William.